# 周益記
24°48′23″N 120°57′56″E / 24.806316°N 120.965662°E
周益記是位於新竹市北區北門街的仿巴洛克式建築，完工年代不晚於1880年。2013年9月9日，新竹市政府接受該建築主人的申請，認定為市定古蹟。

## 歷史
周益記的完工年代不可考，根據該建築內神明廳的立柱「庚辰年七月」記載，1880年前周益記就已經存在。1923年，該建築由新竹望族李家，以買賣方式轉移給周敏益。而後周敏益將門面改建成仿巴洛克式建築，工程於1926年落成。
後來周氏後人向新竹市政府提出將周益記列為古蹟的申請，獲得新竹市政府同意，並於2013年9月9日公告。